# Велике Козіно
Велике Козіно  (рос. Большое Козино) —робітниче селище в Балахнинському районі Нижньогородської області Російської Федерації. Залізнична станція (Козіно) на гілці Нижній Новгород — Заволжжя. Статус селища міського типу — з 1932 року. Населення селища зайняте на підприємствах Нижнього Новгороду і Балахнінського району.
Входить до складу муніципального утворення робітниче селище Велике Козино.

## Історія
Від 2009 року входить до складу муніципального утворення робітниче селище Велике Козино.

## Населення
| 1959  | 1970  | 1979  | 1989  | 2002  | 2008  | 2009  |
| ----- | ----- | ----- | ----- | ----- | ----- | ----- |
| 8567  | ↗9238 | ↘8538 | ↘6785 | ↘5664 | ↗5692 | ↘5612 |
| 2010  | 2011  | 2012  | 2013  | 2014  | 2015  | 2016  |
| ↗5902 | ↘5896 | ↗6031 | ↗6216 | ↗6330 | ↗6549 | ↗6630 |
| 2017  |       |       |       |       |       |       |
| ↗6668 |       |       |       |       |       |       |

## Відомі люди
- Рязанов Василь Георгійович (1901—1951) — двічі Герой Радянського Союзу, генерал.